# George Mundelein
George William Mundelein (nascido em 2 de julho de 1872 em Manhattan , 2 de outubro de 1939 em Mundelein , Illinois ) foi Arcebispo de Chicago e Cardeal .

## Vida
Seu avô, Mündelein, veio de Paderborn, na Vestfália. Ele foi uma das primeiras vítimas mortas na Batalha de Fort Sumter durante a Guerra Civil Americana.
Mundelein estudou na LaSalle Academy e na Manhattan College, onde se graduou em 1889 com honras. Ele então se juntou a Vincent Seminário St. em Latrobe, Pensilvânia e estudou na Pontifícia Universidade Urbaniana, em Roma, onde ele por seu Bispo diocesano Charles Edward McDonnell em 8 de junho 1895, o sacramento de ordens sagradas recebido.
Depois de voltar para os Estados Unidos, trabalhou na diocese de Brooklyn e serviu o bispo McDonnel até 1897 como secretário. Depois disso, ele foi chanceler da diocese até 1909. Em 30 de junho 1909 nomeado Papa Pio X ao bispo titular de Loryma e bispo auxiliar em Brooklyn. Ele recebeu a consagração episcopal do Bispo de Brooklyn, Charles Edward McDonnell, em 21 de setembro do mesmo ano; Os co-consagradores foram o bispo de Buffalo, Charles Henry Colton e o bispo de Newark, John Joseph O'Connor, Em 9 de dezembro de 1915, ele foi nomeado o terceiro arcebispo de Chicago, Illinois. No consistório de 1924, o papa Pio XI a criou ao cardeal com a igreja titular romana Santa Maria del Popolo. Mundelein foi o primeiro cardeal a oeste das Montanhas Allegheny . Ele participou da eleição papal em Roma em 1939 e morreu no mesmo ano com a idade de 67 anos.

## Brasão e lema
O brasão mostra no campo 1 as letras AM (Ave Maria), campo 2 uma estrela (símbolo de Maria), campo 3 três abelhas, retiradas dos braços da família nobre italiana Barberini . (No Palácio Barberini, em Roma, instalações da Universidade Papal, estudadas no Mundelein) O campo 4 mostra uma coroa e a palavra Humilitas (humildade como símbolo do Magnificat ). Neste brasão, George William Mundelein expressa seu apego a Maria e o mostra como um grande devoto mariano.
Atrás do escudo, de pé, a cruz dupla do Metropolitan, assim como Mitra e Crozier. Acima do galero (chapéu do cardeal do pupur) com 15 pendentes cada um. Abaixo o lema : Dominus adjutor meus.

## Ato
Ele era considerado um teólogo moderado e era amigo do presidente Franklin D. Roosevelt . Ele também apoiou o New Deal . Ele fez campanha por questões sociais e apoiou o missionário Edward Galvin em sua missão e trabalho social na China. Em seu trabalho pastoral, ele tentou reunir diferentes grupos étnicos em paróquias comuns. Seu discurso sobre o gancho de papel tornou-se conhecido (um aceno à suposta ocupação de Hitler), no qual ele era Adolf Hitler.e criticou seus seguidores. Em 1921, Mundelein adquiriu a escola de Sheldon em Illinois, que ele expandiu para um seminário. Havia também uma faculdade para mulheres fundada em 1991, que se tornou parte da Universidade Loyola . O lugar desta escola foi chamado depois de 1924 depois do fundador Mundelein.
Seu primo Franz Mündelein (1856-1927) foi arquiteto de igrejas em Paderborn.